# Seven Sudamericano Femenino 2005
El Seven Sudamericano Femenino del 2005 fue la segunda edición del evento, se organizó del 19 al 20 de noviembre en São Paulo, Brasil y la copa la levantó el seleccionado local logrando el vicecampeonato.
Estuvo organizado por la Confederación Sudamericana de Rugby y por la antigua Associação Brasileira de Rugby (hoy transformada en confederación).

## Equipos participantes
- Selección femenina de rugby 7 de Argentina (Las Pumas)
- Selección femenina de rugby 7 de Brasil (Las Vitória-régia)
- Selección femenina de rugby 7 de Chile (Las Cóndores)
- Selección femenina de rugby 7 de Colombia (Las Tucanes)
- Selección femenina de rugby 7 de Paraguay (Las Yacarés)
- Selección femenina de rugby 7 de Perú
- Selección femenina de rugby 7 de Uruguay (Las Teras)
- Selección femenina de rugby 7 de Venezuela (Las Orquídeas)

## Clasificación[4]

### Grupo A

#### Posiciones
| Pos. | Equipo    | Encuentros | Encuentros | Encuentros | Encuentros | Tantos  | Tantos    | Tantos     | Puntos |
| Pos. | Equipo    | jugados    | ganados    | empatados  | perdidos   | a favor | en contra | diferencia | Puntos |
| ---- | --------- | ---------- | ---------- | ---------- | ---------- | ------- | --------- | ---------- | ------ |
| 1    | Brasil    | 3          | 3          | 0          | 0          | 122     | 5         | + 117      | 9      |
| 2    | Argentina | 3          | 2          | 0          | 1          | 70      | 36        | + 34       | 6      |
| 3    | Uruguay   | 3          | 1          | 0          | 2          | 19      | 56        | - 37       | 3      |
| 4    | Perú      | 3          | 0          | 0          | 3          | 5       | 119       | - 114      | 0      |

Nota: Se otorgan 3 puntos al equipo que gane un partido, 1 al que empate y 0 al que pierda
|  | Clasificados a Semifinales de Oro |

|  | Clasificados a Semifinales de Bronce |

#### Resultados
| 19 de noviembre 15:30 | Brasil | 36 - 5 | Argentina | Estádio Ícaro de Castro Melo, São Paulo, Brasil |  |

| 19 de noviembre 16:20 | Uruguay | 19 - 5 | Perú | Estádio Ícaro de Castro Melo, São Paulo, Brasil |  |

| 19 de noviembre 17:20 | Brasil | 34 - 0 | Uruguay | Estádio Ícaro de Castro Melo, São Paulo, Brasil |  |

| 19 de noviembre 18:10 | Argentina | 48 - 0 | Perú | Estádio Ícaro de Castro Melo, São Paulo, Brasil |  |

| 19 de noviembre 19:00 | Brasil | 52 - 0 | Perú | Estádio Ícaro de Castro Melo, São Paulo, Brasil |  |

| 19 de noviembre 19:50 | Argentina | 17 - 0 | Uruguay | Estádio Ícaro de Castro Melo, São Paulo, Brasil |  |

### Grupo B

#### Posiciones
| Pos. | Equipo    | Encuentros | Encuentros | Encuentros | Encuentros | Tantos  | Tantos    | Tantos     | Puntos |
| Pos. | Equipo    | jugados    | ganados    | empatados  | perdidos   | a favor | en contra | diferencia | Puntos |
| ---- | --------- | ---------- | ---------- | ---------- | ---------- | ------- | --------- | ---------- | ------ |
| 1    | Venezuela | 3          | 3          | 0          | 0          | 54      | 7         | + 47       | 9      |
| 2    | Colombia  | 3          | 2          | 0          | 1          | 61      | 15        | + 46       | 6      |
| 3    | Chile     | 3          | 1          | 0          | 2          | 22      | 40        | - 18       | 3      |
| 4    | Paraguay  | 3          | 0          | 0          | 3          | 0       | 75        | - 75       | 0      |

Nota: Se otorgan 3 puntos al equipo que gane un partido, 1 al que empate y 0 al que pierda
|  | Clasificados a Semifinales de Oro |

|  | Clasificados a Semifinales de Bronce |

#### Resultados
| 19 de noviembre 15:55 | Venezuela | 10 - 7 | Colombia | Estádio Ícaro de Castro Melo, São Paulo, Brasil |  |

| 19 de noviembre 16:45 | Chile | 17 - 0 | Paraguay | Estádio Ícaro de Castro Melo, São Paulo, Brasil |  |

| 19 de noviembre 17:45 | Venezuela | 15 - 0 | Chile | Estádio Ícaro de Castro Melo, São Paulo, Brasil |  |

| 19 de noviembre 18:35 | Colombia | 29 - 0 | Paraguay | Estádio Ícaro de Castro Melo, São Paulo, Brasil |  |

| 19 de noviembre 19:25 | Chile | 5 - 25 | Colombia | Estádio Ícaro de Castro Melo, São Paulo, Brasil |  |

| 19 de noviembre 20:15 | Venezuela | 29 - 0 | Paraguay | Estádio Ícaro de Castro Melo, São Paulo, Brasil |  |

## Play-off

### Semifinales

#### Semifinales de Bronce
| 20 de noviembre 15:00 | Perú | 0 - 36 | Chile | Estádio Ícaro de Castro Melo, São Paulo, Brasil |  |

| 20 de noviembre 15:30 | Uruguay | 19 - 0 | Paraguay | Estádio Ícaro de Castro Melo, São Paulo, Brasil |  |

#### Semifinales de Oro
| 20 de noviembre 16:00 | Brasil | 21 - 0 | Colombia | Estádio Ícaro de Castro Melo, São Paulo, Brasil |  |

| 20 de noviembre 16:30 | Argentina | 10 - 5 | Venezuela | Estádio Ícaro de Castro Melo, São Paulo, Brasil |  |

### Finales

#### 7º puesto
| 20 de noviembre 17:00 | Perú | 5 - 14 | Paraguay | Estádio Ícaro de Castro Melo, São Paulo, Brasil |  |

#### Final de Bronce
| 20 de noviembre 17:30 | Chile | 10 - 5 (t.e.) | Uruguay | Estádio Ícaro de Castro Melo, São Paulo, Brasil |  |

#### Final de Plata
| 20 de noviembre 18:00 | Colombia | 12 - 19 | Venezuela | Estádio Ícaro de Castro Melo, São Paulo, Brasil |  |

#### Final de Oro
| 20 de noviembre 18:30 | Brasil | 34 - 0 | Argentina | Estádio Ícaro de Castro Melo, São Paulo, Brasil |  |

| Bandera de Brasil |
| Campeón Brasil    |
| Segundo título    |

## Posiciones finales[5]
| Posición | Selección |
| -------- | --------- |
| 1        | Brasil    |
| 2        | Argentina |
| 3        | Venezuela |
| 4        | Colombia  |
| 5        | Chile     |
| 6        | Uruguay   |
| 7        | Paraguay  |
| 8        | Perú      |